# تصلب الطبل
تصلب الطبل أو تصلب عظام الأذن الوسطى (بالإنجليزية myringosclerosis أو tympanosclerosis أو intratympanic tympanosclerosis) هي حالة مرضية يحدث فيها تنكس زجاجي يتبعه تكلُّس للنسيج الضام تحت ظهارة طبلة الأذن والأذن الوسطى، وغالباً ما تؤثر بالسلب على السمع.

## التصنيف
مصطلح "myringosclerosis" يشير في الغالب إلى تصلب في طبلة الأذن فقط والذي يعتبر أقل حدة من "intratympanic tympanosclerosis" الذي قد يشمل تصلب في عظيمات الأذن الثلاث، الغشاء المحاطي للأذن الوسطى أو بصورة أقل التجويف الخشائي.

## العلامات والأعراض
نادراً ما يسبب تصلب الطبل أية أعراض. أما تصلب عظام الأذن الوسطى قد يؤدي إلى فقدان شديد في السمع أو ظهور بقع بيضاء طباشيرية على غشاء الطبلة أو في الأذن الوسطى.

## الأسباب
توجد العديد من العوامل التي قد من المحتمل تكون سبباً في حدوث تصلب الطبل أما الآلية الأساسية لحدوث المرض مازالت غير مفهومة كليةً:
- التهاب في الأذن الوسطى لفترة طويلة[2]
- وجود أنبوب فغر الطبلة[4][5][6]
- تصلب الشرايين[7]
- تقوم العديد من الأبحاث حالياً بدراسة ما أذا كان الورم الكوليسترولي مرتبطاً بحدوث تصلب الطبل.

## فسيولوجيا المرض
زيادة نشاط الخلايا الليفية اليافعة يؤدي إلى ترسب الكولاجين. بعدها تتكون لويحات من فوسفات الكالسيوم في الصفحة المخصوصة لغشاء الطبل.